# André Schwarz-Bart
André Schwarz-Bart (1928-2006) est un auteur français. Il est lauréat du prix Goncourt 1959 pour le roman Le Dernier des Justes.

## Biographie
Abraham Szwarcbart, alias André Schwarz-Bart, naît à Metz, en Moselle, le 23 mai 1928. Issu d’un milieu modeste, sa langue maternelle est le yiddish. Il passe douze années de son enfance dans le quartier du Pontiffroy à Metz, où l’on parle cette langue à l’époque. La famille Schwarz-Bart vit à Metz de l'année 1924 au mois d'avril 1940. Elle habite notamment au 23 (rue) En-Jurue, de 1926 à 1932, où naît André. Celui-ci a six frères, Jacques né le 1er octobre 1926 à Metz, Léon, Félix, Maurice, Armand, Bernard, né le 14 février 1942 à Angoulême. et une sœur, Marthe. Son père, Uszer Szwarcbart, né le 14 juin 1900 à Łęczyca en Pologne centrale, avait commencé des études pour être rabbin, avant d'exercer le métier de marchand forain vendant des bas et des chaussettes (sur les marchés de la région messine ou au porte-à-porte). Sa mère, Louise Szwarcbart (née Lubinski) est née le 28 février 1902 à Zurich en Suisse.
La Seconde Guerre mondiale interrompt précocement les études du jeune André. Sa langue maternelle étant le yiddish, c'est dans la rue et à l'école communale Taison, puis à celle de la rue Chambière, qu'il apprend le français. Sa famille quitte Metz peu avant l'annexion de la Moselle par l'Allemagne nazie. En 1941 la famille trouve refuge à Oléron puis à Angoulême. 
Son père, Uszer Szwarcbart (42 ans) est déporté par le convoi no 8, en date du 20 juillet 1942 d'Angers vers Auschwitz. Sa mère, Louise Szwarcbart (40 ans), est déportée par le convoi no 47, en date du 11 février 1943 avec son fils Bernard (moins d'1 an), de Drancy vers Auschwitz. Son frère Jacques (15 ans) est également déporté par le convoi no 37. Ils ne reviendront pas. 
André Schwarz-Bart s’engage dans la Résistance, est arrêté et torturé à Limoges en 1944. À la fin de la guerre, sa bourse de résistant lui permet d’entreprendre des études à la Sorbonne. Il découvre Crime et Châtiment de Dostoïevski qui lui révèle une interrogation majeure : celle de l’homme déchiré entre la présence du mal et la recherche de Dieu, clé de voûte philosophique du Dernier des Justes.
À l’université, il publie ses premiers écrits en 1953 dans la revue des étudiants juifs, Kadimah. Dès cette époque, il a comme projet de raconter la destruction des juifs d’Europe, événement qui est à l’époque décrit par beaucoup comme « le massacre d’un troupeau de moutons qui se seraient laissés conduire à l’abattoir ». Il veut faire comprendre que l’héroïsme des combattants du ghetto de Varsovie et des soldats juifs de Palestine n’est pas supérieur à l’héroïsme spirituel des générations de juifs qui avaient subi des persécutions.

## Le Dernier des Justes, un roman majeur
En décembre 1956, il publie dans La revue du FSJU, des extraits d’un futur roman nommé La Biographie d’Ernie Lévy. Il y montre la dignité d’un peuple sans terre, qui, soumis à l’oppression et à la persécution, refuse d’adopter les armes et la violence de ses bourreaux. Soucieux de ne pas heurter le lecteur, il écrit en guise d’avertissement : « [… Je n’ai pas cherché [mon] héros parmi les révoltés du ghetto de Varsovie, ni parmi les résistants qui furent, eux aussi, la terrible exception. Je l’ai préféré désarmé de cœur, se gardant naïf devant le mal, et tel que furent nos lointains ascendants. Ce type de héros n’est pas spectaculaire. On le conteste volontiers aujourd’hui au nom d’une humanité plus martiale… On voudrait que mille ans d’histoire juive ne soit que la chronique dérisoire des victimes et de leurs bourreaux… je désire montrer un Juif de la vieille race, désarmé et sans haine, et qui pourtant soit homme, véritablement, selon une tradition aujourd’hui presque éteinte. ». André Schwarz-Bart travaille encore longtemps son texte et ne l’apporte à un éditeur qu’à sa cinquième version. Il est alors publié au Seuil à l’automne 1959 sous le titre Le Dernier des Justes. Schwarz-Bart imagine l’histoire de la famille Lévy qui a reçu héréditairement l’étrange privilège de susciter à chaque génération un Juste ou Lamed-vav (Lamed-waf en yiddish). Le premier de ces Lamed-waf serait Yom Tov Lévy de York, mort en martyr le 11 mars 1185 lors d’un massacre suscité par un évêque anglais ; le dernier, Ernie Lévy, déporté à Drancy puis à Auschwitz, disparaît dans un four crématoire après avoir raconté des histoires consolantes aux enfants dans le wagon plombé. Chaque épisode vient de l’histoire juive. Pour son héros, Schwarz-Bart a été inspiré par un ami rencontré pendant la guerre et qu'il a beaucoup estimé, Ernie Levy. Marqué par sa personnalité, l'écrivain a utilisé son nom pour son héros (mais pas l'histoire de sa famille). Ernie, le vrai est né en 1917 à Nordhausen en Allemagne, et en 1933 il a fui avec sa mère vers la France, où il est resté. Il a vécu d'abord à Strasbourg, à Limoges pendant la guerre, puis en région parisienne ou il a fondé une famille.
L’écrivain juif Arnold Mandel écrit dans la revue L’Arche : « C’est un livre marquant dans les annales de la production romanesque, et plus particulièrement dans le si friable domaine de la littérature juive française. Schwarz-Bart ne se contente pas d’avoir du “talent”. Il a profondément le sens du tragique éternel et actuel du destin juif… [Son livre] est une chronique et un midrash de la geste d’Israël aux calendes de Drancy, et encore une eschatologie, une annonciation de ce qui vient de se produire, et que les gens ne comprennent pas en sorte qu’il est besoin de prophètes poètes. » Elie Wiesel parle, lui, d'« un livre majeur » pour les générations futures. Le roman est un succès public immense qui est récompensé par le prix Goncourt. Il se vend à plus d’un million d’exemplaires. Le jeune auteur passe aux émissions de la télévision naissante: Lectures pour tous et Cinq colonnes à la une bouleversant les spectateurs par ses propos. À l’époque, l’historien de la littérature Pierre de Boisdeffre annonçait : « Le dernier des Justes pourrait bien être le plus grand roman français paru depuis La Peste d’Albert Camus. »
Le livre suscite cependant des polémiques. Certains chrétiens voient dans Le Dernier des Justes un roman christique dont le Christ aurait été absent. Des sionistes et des associations d’anciens combattants critiquent le roman, parce qu'il ne comporte pas de héros résistants et combattants par suite d'un supposé parti-pris de Schwarz-Bart de valoriser la non-violence des communautés de la diaspora. Schwarz-Bart est profondément blessé par les procès qu’on lui fait, stupéfait aussi par les attaques de critiques juifs. Il part se réfugier au Sénégal, le plus loin possible des salons littéraires.

## Un écrivain désabusé
En 1961, André Schwarz-Bart épouse Simone Brumant, une étudiante guadeloupéenne de dix ans sa cadette, rencontrée en 1956. Il travaille à un cycle romanesque devant couvrir sept volumes qu’il a prévu d'intituler La Mulâtresse Solitude. En 1967, le premier tome de ce cycle sort : il s'agit du roman Un plat de porc aux bananes vertes — cosigné avec son épouse Simone Schwarz-Bart — qui ne rencontre pas un grand succès. Frederick Ivor Case, écrivain lui-même déclare : « La Mulâtresse Solitude aurait dû être écrit par un Antillais. » Certains critiques insinuent que le roman cosigné serait l’œuvre exclusive de l’Antillaise Simone Schwarz-Bart, mais que l’« homme blanc » se serait approprié son récit. Le 30 mars 1967, l’État d’Israël lui décerne le Prix de Jérusalem pour la liberté de l’Homme dans la société. Le jury justifie ainsi son choix: « Au nom de tous les hommes en proie à l’exclusion, au mépris, aux tortures du corps et de l’esprit, s’élève la voix dure, indignée, mais aussi pleine de compassion et d’humour triste, du romancier du Dernier des Justes et de La mulâtresse Solitude. »
En 1972, il publie — sous son seul nom — un roman intitulé La Mulâtresse Solitude, comme le cycle dont il fait partie, mais qui ne rencontre aucun succès. André Schwarz-Bart prend alors la décision de ne plus publier et de quitter l’Europe pour s’installer en Guadeloupe notamment à la Maison La Souvenance. Pour lui, la Shoah et l’esclavage antillais sont deux tragédies qui ne s’excluent pas mutuellement. Avec d’autres auteurs noirs, Schwarz-Bart rapproche les deux tragédies et leurs mémoires respectives. Mais la critique a du mal à le voir comme un écrivain antillais et l'attaque violemment.
Schwarz-Bart reste toute sa vie fidèle à l’idéal sioniste. Il manifeste son soutien à Israël en venant partager le destin des habitants du pays durant les mois de mai et de juin 1967, puis durant la guerre de Kippour. Il a pourtant voulu toute sa vie rester un juif de la diaspora, un juif en exil. En septembre 2006, André Schwarz-Bart est promu au grade d’officier dans l’ordre des Arts et des Lettres par le ministre de la Culture, Renaud Donnedieu de Vabres.
André Schwarz-Bart s'éteint le 30 septembre 2006, à Pointe-à-Pitre en Guadeloupe,. À sa demande, il est incinéré et ses cendres sont dispersées. Il est le père de Bernard Schwarz-Bart et de Jacques Schwarz-Bart, ce dernier étant saxophoniste de jazz.

## Hommage posthume
Le mémorial de Yad Vashem a choisi, pour clore son circuit sur les camps de concentration, le Kaddish qui termine Le Dernier des Justes : 

« Et loué. Auschwitz. Soit. Majdanek. L’Eternel. Treblinka. Et loué. Buchenwald. Soit. Mauthausen. L’Eternel. Belzec. Et loué. Sobibor. Soit. Chełmno. L’Eternel. Ponary. Et loué. Theresienstadt. Soit. Varsovie. L’Eternel. Vilno. Et loué.  Skarżyzko. Soit. Bergen-Belsen. L’Eternel. Janow. Et loué. Dora. Soit. Neuengamme. L’Eternel. Pustków Pustków. Et loué… »

— André Schwarz-Bart, Le Dernier des Justes
Ce Kaddish est aujourd’hui inscrit en lettres géantes sur un mur du nouveau mémorial inauguré en 2005.
Les écoliers guadeloupéens jouent par ailleurs chaque année une pièce adaptée de La Mulâtresse Solitude.

## Œuvres
- Le Dernier des Justes, Prix Goncourt 1959, Livre de Poche, 1968.
- Un plat de porc aux bananes vertes, avec Simone Schwarz-Bart, Seuil, 1967.
- La Mulâtresse Solitude, Le Seuil, 1972.
- Hommage à la femme noire en collaboration avec Simone Schwarz-Bart, 6 vol., Éditions Consulaires, 1989.
- L'Étoile du matin (posthume), Le Seuil, 2009.
- L'Ancêtre en Solitude (avec Simone Schwarz-Bart, posthume), Seuil, 2015.
- Adieu Bogota (avec Simone Schwarz-Bart, posthume), Seuil, 2017.